# Bahnhof Laufenburg
Der Bahnhof Laufenburg ist der Bahnhof der Stadt Laufenburg im Kanton Aargau in der Schweiz. Die Station liegt an Streckenkilometer 65,51 der Bahnstrecke Koblenz–Stein-Säckingen und ist eine der Endstationen der Linie S1 der S-Bahn Basel.

## Geschichte
Nach der aufgezwungenen Teilung Laufenburgs in zwei Städte in unterschiedlichen Ländern ging die wirtschaftliche Situation im schweizerischen Laufenburg stark zurück, zumal der Rhein seine Rolle als Verkehrsweg zunehmend einbüsste. Zwar hatte der badische Teil Laufenburgs bereits im Jahre 1856 einen Anschluss an das deutsche Eisenbahnnetz erhalten, doch auf Aargauer Seite änderte sich dies erst am 1. August 1892, als eine Eisenbahnlinie von Stein-Säckingen entlang des Hochrheins nach Koblenz eröffnet wurde. Erbaut wurde die Strecke von der Bötzbergbahn, einer gemeinsamen Tochtergesellschaft der Schweizerischen Centralbahn (SCB) und der Schweizerischen Nordostbahn (NOB).
Zwischen 1962 und 1967 befuhr der RABDe 8/16 (Tatzelwurm) als Schnellzug Basel–Winterthur die Strecke Stein-Säckingen–Koblenz und legte auch in Laufenburg einen Halt ein.
Der Personenverkehr zwischen Laufenburg und Koblenz wurde zum 28. Mai 1994 eingestellt. Der Güterverkehr blieb bis heute erhalten.
Nach langer Vorbereitungszeit wurde am 1. Juni 1997 die Linie S1 (Mülhausen–Basel SBB–Frick / Laufenburg) der S-Bahn Basel in Betrieb genommen. Am 24. Mai 1998 wurde die Zugfolge auf der S1 verdichtet.

## Empfangsgebäude

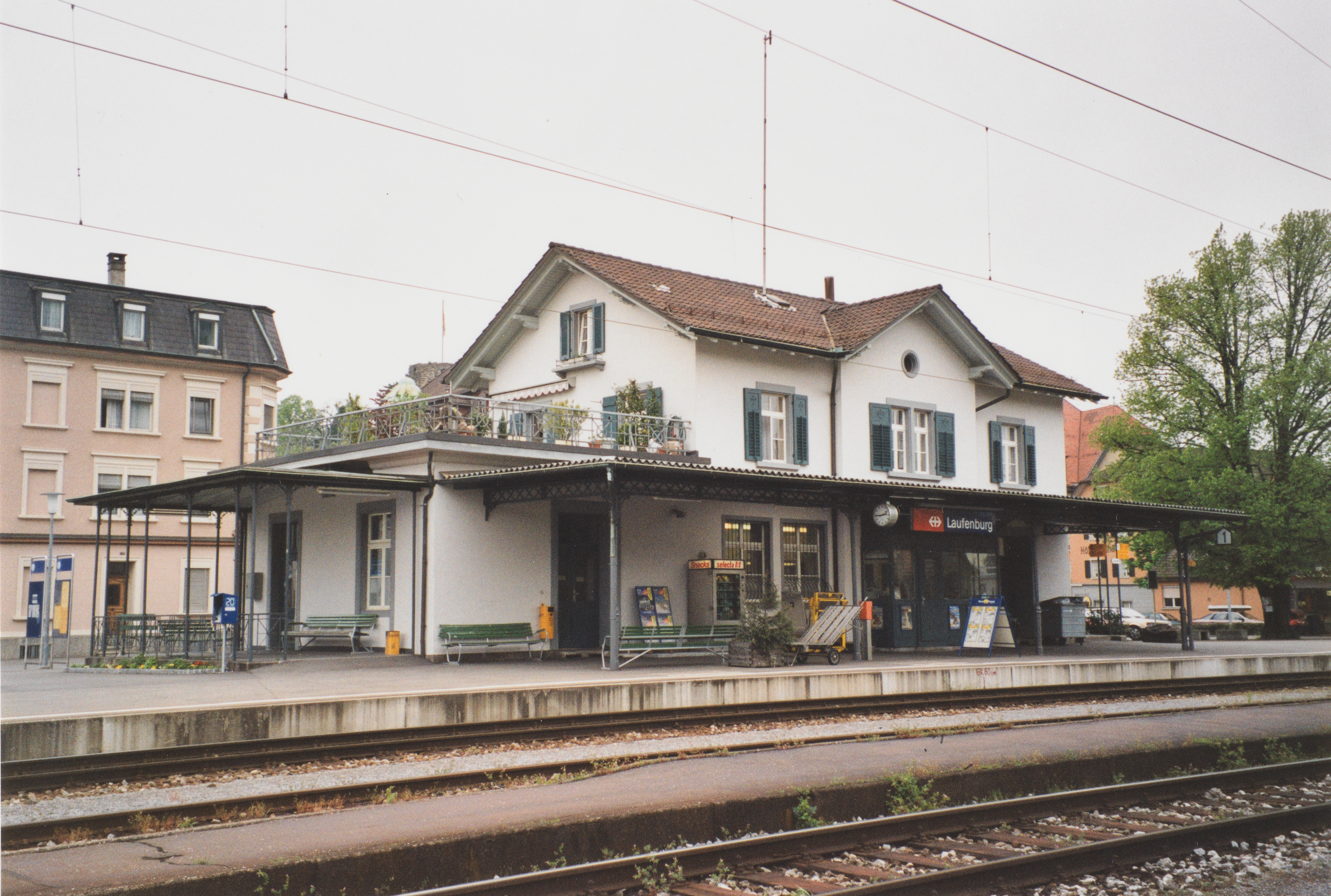
Stationsgebäude Bahnseite (2001)

Das Empfangsgebäude des Bahnhofs Laufenburg dient heute nicht mehr dem Bahnbetrieb. Es beherbergt den Kita Bahnhof Laufenburg.

## Bahnanlage
Der Bahnhof Laufenburg verfügt zwar über insgesamt vier Gleise, jedoch ist nur eines davon mit einem Perron ausgerüstet: Gleis 1, der Hausbahnsteig. Dieses endet weiter nordöstlich an einem Prellbock. Es ist daher nicht mehr möglich, Reisezüge in Richtung Koblenz fahren zu lassen, die auch in Laufenburg halten sollen.
Die Gleise 2 bis 4 dienen dem Güterverkehr zum Abstellen, Rangieren und Durchfahren von Zügen.
Die Signalanlage des Bahnhofs ist zwar mit dem Signaltyp N und Zwergsignalen auf dem modernsten Stand. Jedoch sind die Ausfahrsignale in beide Richtungen sogenannte Gruppenausfahrsignale: es existiert also nur ein Hauptsignal für die drei Gleise in Richtung Koblenz bzw. vier Gleise in Richtung Sisseln/Stein-Säckingen. Aus diesem Grunde sind keine gleichzeitigen Zugseinfahrten in den Bahnhof von beiden Seiten aus möglich.
Ungefähr einen Kilometer westlich vom ehemaligen Bahnhofsgebäude zweigt – noch auf Bahnhofsgelände befindend – ein Anschlussgleis zur BASF ab, welches werktäglich durch Rangierfahrten bedient wird.

## Betrieb

### Personenverkehr

#### S-Bahn
Der Bahnhof von Laufenburg ist neben dem Bahnhof von Frick eine der beiden Endstationen der Linie S 1  der S-Bahn Basel, die von hier aus täglich stündlich über Stein-Säckingen und Rheinfelden nach Basel SBB verkehrt. Dies ist die einzige fahrplanmässige Personenzugsverbindung auf der Strecke Stein-Säckingen–Koblenz sowie am Bahnhof Laufenburg. Der östlich anschliessende Abschnitt der Bahnstrecke ist seit 1994 für den Personenverkehr geschlossen. Dieser wird heute mit einer stündlichen Busverbindung (Bus 149) gewährleistet.
- S 1 Basel SBB – Rheinfelden – Stein-Säckingen – Frick / Laufenburg

#### Bus
Sechs Postautolinien verkehren vom Busbahnhof, welcher sich direkt neben Gleis 1 befindet. Die meisten Busse haben direkten Anschluss von/zur S-Bahn nach Basel.
- 135 Laufenburg, Bahnhof – Kaisten – Frick – Herznach – Staffelegg – Aarau, Bahnhof
- 141 Laufenburg, Bahnhof – Rheinsulz – Sulz – Obersulz, Hauptstrasse
- 142 Laufenburg, Bahnhof – Hottwil – Gansingen – Brugg AG, Bahnhof/Zentrum
- 143 Laufenburg, Bahnhof – Kaisten – Sisseln – Stein-Säckingen, Bahnhof
- 144 Laufenburg, Bahnhof – Kaisten – Ittenthal, Dorfmitte
- 149 Laufenburg, Bahnhof – Schwaderloch – Leibstadt – Leuggern – Döttingen

In den Nächten Freitag/Samstag und Samstag/Sonntag wird der Bahnhof Laufenburg durch Busse des TNW-Nachtnetzes erschlossen.
- N95 Frick, Bahnhof – Oeschgen – Kaisten – Laufenburg, Bahnhof –  Sisseln – Eiken, Poststrasse

### Güterverkehr
Der Bahnhof Laufenburg ist ein Bedienpunkt im Grundnetz des nationalen Güterverkehrs. Über Laufenburg verkehren regelmässig Güterzüge, vor allem Containerzüge nach Rekingen und Brennstoffzüge nach Glattbrugg, von wo aus das Tanklager des Flughafens Zürich bedient wird.

## Verbindung zum badischen Bahnhof Laufenburg
So nah sich die beiden Schwesterstädte beieinander befinden, so liegen auch die beiden Bahnhöfe recht nah beieinander. Eine direkte Busverbindung, wie sie in Rheinfelden besteht, gibt es in Laufenburg nicht. Jedoch beträgt der Fussweg vom Aargauer Bahnhof Laufenburg zum badischen Bahnhof Laufenburg nur 12 Minuten. Damit befindet sich der kürzeste Übergang vom deutschen zum Schweizer Eisenbahnnetz am Hochrhein in Laufenburg.